# Oswald Beck (Politiker)
Oswald Beck (* 7. Mai 1929 in Kamitz, Regierungsbezirk Oppeln; † 9. Oktober 1995) war ein deutscher Politiker und Mitglied der Hamburgischen Bürgerschaft für die CDU.

## Leben und Wirken
Beck stammte aus Oberschlesien und besuchte zunächst die Volksschule und dann die Oberschule in Bielitz. Nachdem er 1946 noch für kurze Zeit nach Breslau gezogen war, kam er als Heimatvertriebener nach Westdeutschland, wo er den Schulbesuch in einem Internat in Reimlingen fortsetzte. Er schloss das Gymnasium auf dem College im schweizerischen Einsiedeln ab. Nach Auslandsaufenthalten in Frankreich und Schweden absolvierte er eine Ausbildung zum Verlagskaufmann. 1955 kam er nach Hamburg, wo er im Verlagsgewerbe arbeitete und in den 1970er Jahren Betriebsratsvorsitzender war.
Beck, der sich politisch der CDU angeschlossen hatte, kandidierte 1961, als er in Barmbek-Nord wohnte, für die Bezirksversammlung im Bezirk Hamburg-Nord, verpasste zunächst jedoch den Einzug in die Kommunalvertretung. 1963 rückte er für einen verstorbenen Parteifreund dann nach und gehörte der Bezirksversammlung bis 1966 an. Als am 28. Dezember 1963 der CDU-Ortsverband Alsterdorf gegründet wurde, wurde er bis 1965 dessen Vorsitzender. Auch nach der Gründung des CDU-Kreisverbandes Alstertal, der im Juni 1971 im Vorgriff auf die damals geplante Errichtung eines achten Hamburger Verwaltungsbezirks gebildet wurde und bis 1992 bestand, war er Gründungsvorsitzender. Er verlor den Vorsitz Anfang 1976 in einer Kampfabstimmung gegen den Bundestagsabgeordneten Gerhard Orgaß. Zeitweise war er auch stellvertretender Landesvorsitzender der CDU-Sozialausschüsse, trat aber 1974 aus beruflichen Gründen nicht mehr zur Wiederwahl an.
Nachdem Beck bereits 1961 erfolglos für die Hamburgische Bürgerschaft kandidiert hate, war er von 1970 bis 1978 Mitglied des Hamburger Landesparlaments und war ab Juni 1971 Mitglied des Fraktionsvorstandes. Dort engagierte er sich überwiegend im Umweltfragen. So warnte er in einer Debatte im Februar 1971 davor, dass die Alster zur Kloake verkomme und kritisierte, dass in Wandsbek Wohnungen neben einem Industriegebiet gebaut wurden, was zu Geruchsbelästigungen der Bewohner geführt habe. Im Juli 1971 forderte er, die Bundeswehr zur Bekämpfung von Umweltgefahren einzusetzen, anstatt eine Verkürzung des Wehrdienstes zu erwägen. Im September 1971 behauptete er in der Bürgerschaft, Hamburg sei der Hauptverursacher der Elbverschmutzung, was von der SPD zurückgewiesen wurde. Im Februar 1972 kritisierte er die Verklappung von Klärschlamm in der Nordsee. Im Dezember 1973 sprach er sich dafür aus in allen Bezirken „Umweltschutzbeamte“ einzusetzen. Im November 1974 sprach er sich gegen den Bau der Müllverbrennungsanlage in Stapelfeld aus und forderte stattdessen die Errichtung einer Müllverwertungsanlage. Im März 1976 sprach er sich dafür aus, dass der Fluglärmschutzbeauftragte einen jährlichen Bericht über seine Arbeit vorzulegen habe. Zur Bürgerschaftswahl in Hamburg 1978 bewarb er sich nicht erneut um ein Mandat.
Nach seiner Zeit als Bürgerschaftsabgeordneter engagierte er sich noch bis 1980 als stellvertretender Landesvorsitzender der Deutsch-Polnischen Gesellschaft.
Beck war verheiratet und hatte drei Kinder.